# Tribes' Union
Tribes' Union è il primo album della band rock italiana dei Gang, autoprodotto nel 1984.

## Tracce
1. The Challenge
2. War In The City
3. Libre El Salvador
4. Night In The Chains
5. Killed In Action
6. The Last Border
7. Badland
8. Action In Play

## Componenti
- Marino Severini - Voce, chitarra
- Sandro Severini - Chitarra elettrica, chitarra dobro e slide
- Saverio Molitierno - Basso

## Ospiti
- Ovidio Urbani
- Mauro Morichetta
- Emanuela De Angelis
- Mauro Cicarè
- Massimo Rogati
- Bruno Oncini
- Bruno Bravetti